# Cmentarz polskokatolicki w Chełmie
Cmentarz polskokatolicki w Chełmie – czynny cmentarz wyznaniowy dla wiernych Kościoła Polskokatolickiego położony w Chełmie na Zawadówce w województwie lubelskim. Cmentarz administrowany jest przez parafię Matki Boskiej Zwycięskiej w Chełmie.
Parafia polskokatolicka w Chełmie została założona w sierpniu 1929 przez ks. Władysława Sieńko. Po zorganizowaniu budynku kościelnego zaistniała potrzeba założenia cmentarza grzebalnego. Na miejsce pochówków wybrano niewielką działkę położoną przy granicy Chełma ze wsią Zawadówka tuż obok drogi do Rejowca.